# People’s Action Party (Vanuatu)
People’s Action Party (fr. Parti de l'Action Populaire) – vanuacka partia polityczna. Od 2006 roku wchodziła w skład rządu Hama Liniego, miała swoją reprezentację parlamentarną w latach 2004–2012.

## Historia
Partia została założona w 2003 roku przez Petera Vutę, kandydata Vanua’aku Pati w wyborach parlamentarnych w poprzednim roku (nie uzyskał mandatu), oraz jego zwolenników. W wyborach parlamentarnych w 2004 roku uzyskała jeden mandat w parlamencie, który przypadł Peterowi Vutcie kandydującemu z okręgu Ambae. W 2006 roku Vuta wszedł w skład rządu Hama Liniego jako minister ds. rządowych. W wyborach parlamentarnych w 2008 roku partia ponownie uzyskała jeden mandat w parlamencie. W tym samym roku Vuta został wybrany pierwszym wiceprzewodniczącym parlamentu, stanowisko to pełnił do 2009 roku.
W wyborach parlamentarnych w 2012 roku partia wystawiła czterech kandydatów – Amona Gwero (w okręgu Ambae), Victora Rona (w okręgu Banks–Torres), Samuela Vusiego (w okręgu Luganville) oraz Hanningtona Alatoę (w okręgu Port Vila). Ostatecznie nie uzyskała żadnych mandatów otrzymując łączny wynik 653 głosów (0,54%). W wyborach w 2016 roku nie zarejestrowała swoich list.

## Struktura
Głównym organem partii jest Konwencja Krajowa, powołuje ona władzę wykonawczą składającą się z 14 członków. Przewodniczący partii może być wybierany na maksymalnie 3 kadencje, w każdym z okręgu działa także lokalny komitet partyjny.

### Skład zarządu
- Przewodniczący: Harold Qualao[1]
- Sekretarz generalny: p.o. Elizabeth Qualao[1]

## Program
Partia prowadzi politykę prorodzinną, proekologiczną (podczas każdej konwencji krajowej rozdawane są sadzonki roślin kawy czy kokosowca) oraz promuje rozwój infrastruktury.
Program partii zakłada m.in.:
- 8 godzinny tryb dziennej pracy oraz pięciodniowy tydzień pracy przez 52 tygodnie w roku;
- ubezpieczenia zdrowotne dla emerytów;
- powszechny rejestr właścicieli gruntów i działek;
- rozwój Banku Narodowego;
- rozwój kanalizacji wodnej w każdej gminie;
- rozdział sił zbrojnych Vanuatu od policji.